# Асфог, Эрик
Эрик Ян Асфог (англ. Erik Ian Asphaug; род. 19 октября 1961, Осло, Норвегия) — американский астроном норвежского происхождения.

## Биография
До 2012 Асфог преподавал в Калифорнийском университете в Санта-Круз.
Получил премию Гарольда Юри 1998 года Американского астрономического общества. Один из многих учёных, изучающих состав астероидов, падавших на Землю. Работал с астрофизиком Р. Кэнап, с которой выдвигал теории о формировании Луны.
Асфог участвовал в операциях НАСА по запускам спутников Галилео и LCROSS.
Его именем был назван астероид «(7939) Асфог».